# Timothy Loh
Timothy Yu Loh (ur. 23 stycznia 1992) – singapurski zapaśnik walczący w obu stylach i judoka. Zajął dziesiąte miejsce na igrzyskach azjatyckich w 2022. Piąty na mistrzostwach Azji w 2022. Złoty medalista igrzysk Azji Południowo-Wschodniej w 2023 i brązowy w 2021 i 2023. Wicemistrz mistrzostw Azji Południowo-Wschodniej w 2025 roku.
W judo, brązowy medalista igrzysk Azji Południowo-Wschodniej w 2013 i 2015. Startował w Pucharze Świata w 2014 i 2018 roku.